# Laphria interrupta
Laphria interrupta là một loài ruồi trong họ Asilidae. Laphria interrupta được Walker miêu tả năm 1857. Loài này phân bố ở miền Ấn Độ - Mã Lai.